# 1975 en sport
Cet article présente les faits marquants de l'année 1975 en sport.

## Automobile
- Niki Lauda remporte le Championnat du monde de Formule 1 au volant d'une Ferrari.

## Baseball
- Les Cincinnati Reds remportent les World Series face aux Boston Red Sox.
- Finale du championnat de France : Paris UC bat Nice UC.

## Cyclisme
- Eddy Merckx domine les classiques, emportant Milan-San Remo (pour la sixième fois), Liège-Bastogne-Liège (pour la cinquième fois) le Tour des Flandres et l'Amstel Gold Race. Il se classe également second de Paris-Roubaix derrière Roger De Vlaeminck, de Paris-Nice (derrière Joop Zoetemelk) et troisième de la Flèche wallonne.
- Au Tour de France, il est cependant battu par Bernard Thévenet.
- Au championnat du monde sur route en Belgique à Yvoir le Néerlandais Hennie Kuiper surprend les Belges favoris.
- Pour la septième fois, Eddy Merckx emporte ainsi largement le Challenge Pernod (super prestige), officieux titre de meilleur coureur de l'année.

## Basket-ball
- NBA : les Golden State Warriors remportent le titre NBA face aux Washington Bullets 4 manches à 0.
- AS Villeurbanne est champion de France.
- AS Berck demi-finaliste de la Coupe d'Europe des Clubs Champions.

## Football américain
- 12 janvier : Super Bowl IX : Pittsburgh Steelers 16, Minnesota Vikings 6. Article détaille : Saison NFL 1974.

## Hockey sur glace
- Les Flyers de Philadelphie remportent la Coupe Stanley.
- Coupe Magnus : Saint-Gervais champion de France.
- SC Berne champion de Suisse.
- L’Union soviétique remporte le championnat du monde.

## Jeux méditerranéens
- La septième édition des Jeux méditerranéens se tient du 23 août au 6 septembre à Alger (Algérie).

## Rugby à XIII
- 11 mai : à Toulouse, le Toulouse olympique XIII remporte le Championnat de France face à Saint-Estève 10-9.
- 18 mai : à Perpignan, Pia remporte la Coupe de France face à Marseille 9-4.
- 1 novembre : L'Australie remporte la Coupe du monde de rugby à XIII.
  - Article de fond : Coupe du monde de rugby à XIII 1975

## Rugby à XV
- Le Pays de Galles remporte le Tournoi des Cinq Nations.
- L'AS Béziers est champion de France.

## Ski alpin
- Coupe du monde
  - L'Italien Gustav Thoeni remporte le classement général de la Coupe du monde.
  - L'Autrichienne Annemarie Moser-Pröll remporte le classement général de la Coupe du monde féminine.

## Naissances

### Janvier
- 15 janvier : Mary Pierce, joueuse de tennis française
- 20 janvier : Norberto Fontana, pilote automobile argentin.
- 21 janvier : Yuji Ide, pilote automobile japonais.
- 25 janvier : Tim Montgomery, athlète américain.
- 30 janvier : Juninho Pernambucano, footballeur brésilien.

### Février
- 2 février : Donald Driver, joueur américain de football U.S.
- 11 février : Jacque Vaughn, joueur de basket-ball américain évoluant en NBA.
- 21 février : Olivier Deschenaux, skieur de fond suisse

### Mars
- 19 février : Daewon Song, skateur sud-coréen.
- 19 mars : Antonio Daniels, joueur américain de basket-ball.
- 20 mars : Hans Petter Buraas, skieur alpin norvégien.
- 21 mars : Fabricio Oberto, joueur de basket-ball argentin évoluant en NBA.
- 24 mars : Thomas Johansson, joueur de tennis suédois.
- 31 mars : Toni Gardemeister, pilote automobile (rallye) finlandais.

### Avril
- 15 avril : Paul Dana, pilote automobile américain. († 26 mars 2006).
- 22 avril : Carlos Sastre, coureur cycliste espagnol.
- 23 avril : Damien Touya, escrimeur français
- 25 avril : Truls Ove Karlsen, skieur alpin norvégien.

### Mai
- 2 mai : David Beckham, footballeur anglais
- 12 mai : Jonah Lomu, joueur de rugby à XV néo-zélandais.
- 31 mai : Emmanuel Jonnier, skieur de fond français.

### Juin
- 5 juin :
  - Žydrūnas Ilgauskas, joueur lituanien de basket-ball, jouant comme pivot dans l'équipe NBA des Cleveland Cavaliers.
  - Thomas Lombard, joueur français de rugby à XV.
- 8 juin : Bryan McCabe, joueur de hockey sur glace canadien.
- 9 juin : Renato Vugrineč, handballeur slovène.
- 29 juin : María José Rienda Contreras, skieuse alpine espagnole.

### Juillet
- 5 juillet : 
  - Hernán Crespo, footballeur argentin.
  - Ai Sugiyama, joueuse de tennis japonaise
- 13 juillet : Jihad Qassab, joueur de football syrien.
- 18 juillet : Emmanuel Hostache, équipier de bobsleigh français, champion du monde de bob à 4 en 1999. († 31 mai 2007).
- 27 juillet : Isabelle Blanc, snowboardeuse française
- 24 juillet : Torrie Wilson, catcheuse à la division WWE SmackDown à la WWE.

### Août
- 6 août : Renate Götschl, skieuse alpine autrichienne.
- 8 août : Federico Todeschini, joueur de rugby à XV argentin.
- 23 août : Jarkko Ruutu, joueur professionnel finlandais de hockey sur glace (ailier), évoluant dans la LNH.

### Septembre
- 3 septembre : Cristobal Huet, joueur de hockey sur glace français (gardien de but) évoluant dans la Ligue nationale de hockey.
- 6 septembre : Ryoko Tamura, judokate japonaise
- 7 septembre : Norifumi Abe, pilote de vitesse moto japonais. († 7 octobre 2007).
- 9 septembre : Jörg Ludewig, coureur cycliste allemand.
- 17 septembre : Jimmie Johnson, pilote automobile américain.
- 20 septembre : Juan Pablo Montoya, pilote automobile colombien.

### Octobre
- 12 octobre : Marion Jones, athlète américaine
- 14 octobre : Iván Parra, coureur cycliste colombien.
- 20 octobre : Olivier Sarraméa, international de rugby à XV.
- 24 octobre : Rolf Landerl, footballeur autrichien.

### Novembre
- 14 novembre : Gabriela Szabo, athlète roumaine.
- 20 novembre : Nicolas Savinaud, footballeur français.

### Décembre
- 9 décembre : Olivier Milloud, joueur de rugby à XV français.
- 13 décembre : Nicolas Beaudan, escrimeur français.
- 13 décembre : Frédéric Collignon, joueur belge de baby-foot.
- 14 décembre : Ben Kay, joueur de rugby à XV britannique (Angleterre).
- 16 décembre : Frédérique Jossinet, judokate française.
- 30 décembre : Tiger Woods, golfeur américain.

## Décès
- 31 mars : Virginio Rosetta, 73 ans, footballeur italien, champion du monde en 1934. (° 25 février 1902).
- 28 octobre : Georges Carpentier, 81 ans, boxeur français. (° 12 janvier 1894).
- 29 novembre : Graham Hill, 46 ans, pilote automobile anglais, champion du monde de Formule 1 en 1962 et 1968. (° 15 février 1929).
- 10 décembre : Andrew Charlton, 68 ans, nageur australien, champion Olympique du 1 500 mètres nage libre (1924). (° 12 août 1907).